# مقاطعة لوغان (كولورادو)
مقاطعة لوغان (بالإنجليزية: Logan County)‏ هي إحدى مقاطعات ولاية كولورادو في الولايات المتحدة الأمريكية.